# María Paz Monserrat
María Paz Monserrat Blasco (Zaragoza, 24 de enero de 1956-Zaragoza, 29 de noviembre de 2015) fue una deportista española que compitió en natación adaptada. Ganó tres medallas en los Juegos Paralímpicos de Barcelona 1992.

## Palmarés internacional
| Juegos Paralímpicos | Juegos Paralímpicos | Juegos Paralímpicos | Juegos Paralímpicos |
| Año                 | Lugar               | Medalla             | Prueba              |
| ------------------- | ------------------- | ------------------- | ------------------- |
| 1992                | Barcelona (España)  | Medalla de plata    | 50 m espalda S3-4   |
| 1992                | Barcelona (España)  | Medalla de plata    | 50 m libre S3-4     |
| 1992                | Barcelona (España)  | Medalla de bronce   | 100 m libre S3-4    |